# 錦繡角田龍館
學甲錦繡角田龍舘是臺灣臺南市學甲區的角頭廟之一，其位於學甲中社角，為傳統學甲十三庄學甲中社錦繡角(現稱後厝仔角)聚落的角頭廟宇，由學甲莊氏創建及奉祀。也因是十三庄中47角頭之一，故而當大廟學甲慈濟宮有活動皆會籌組宋江陣參與，尤其是慈濟宮上白礁謁祖祭典，主祀神祇為田府元帥。

## 廟宇沿革
莊氏族人自洲仔尾遷徙至學甲中社角後，為保衛聚落安全，宗族長莊蠍倡導族人團練宋江陣健壯體魄，因此於1853年（咸豐三年）聘請武師設置武舘。1920年（大正九年）參與慈濟宮首次上白礁謁祖祭典，是唯一一陣參與遶境的宋江陣，因表演受眾人讚賞而激勵族人士氣，族人決定於同年農曆6月24日雕塑田府元帥金身以壯大宋江陣的聲勢，而金身則以筊選爐主方式由族人輪流祭祀。1991年族人出資購置現址蓋廟，西元1995年入廟安座。

## 宋江陣
田龍舘的宋江陣其陣式規模和一般常見的36人不同，其為24人組成，而其在上白礁謁祖祭典中扮演引導蜈蚣公的角色，是此陣的一大個特色。

## 相片

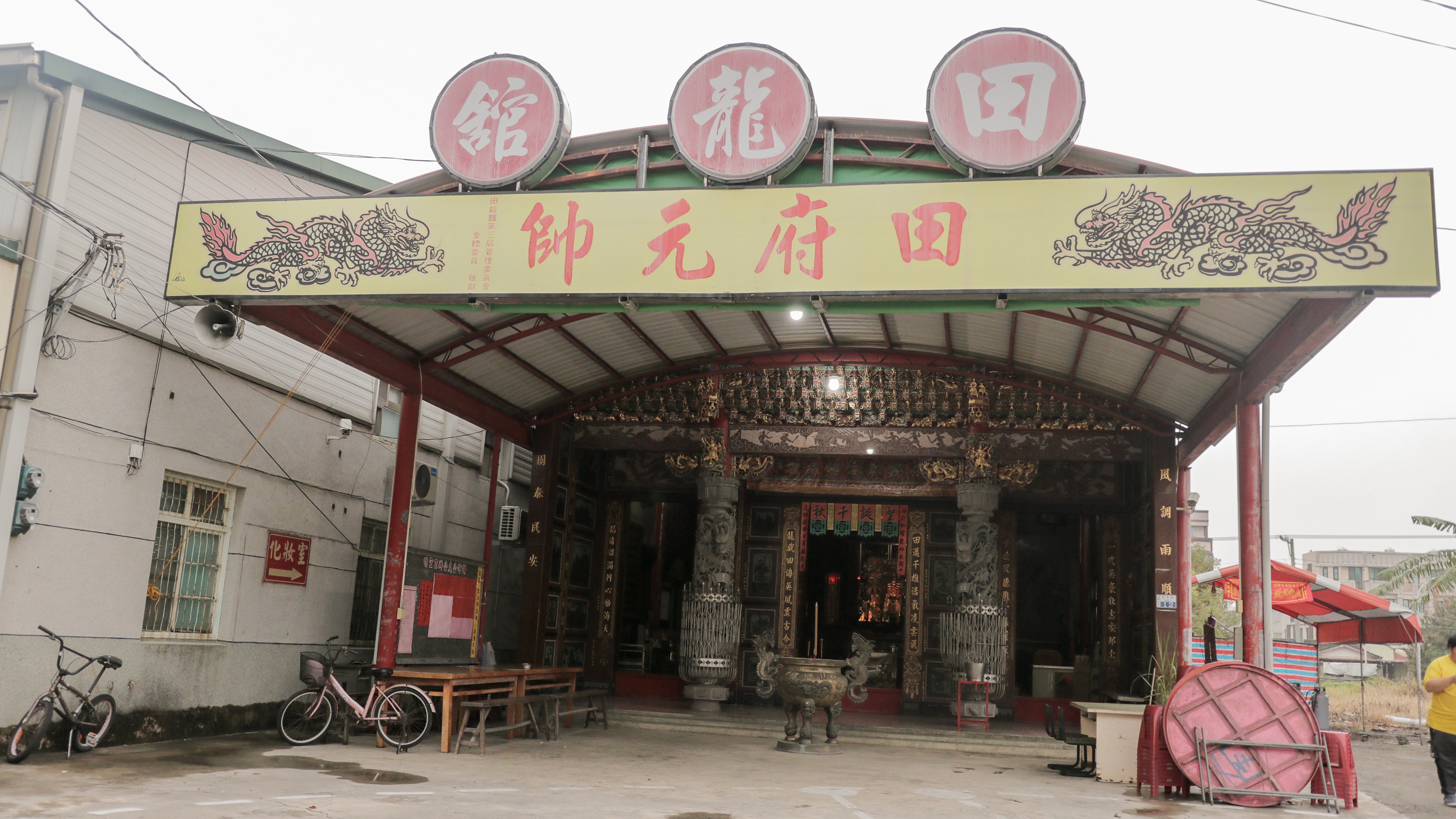
錦繡角田龍館-正面
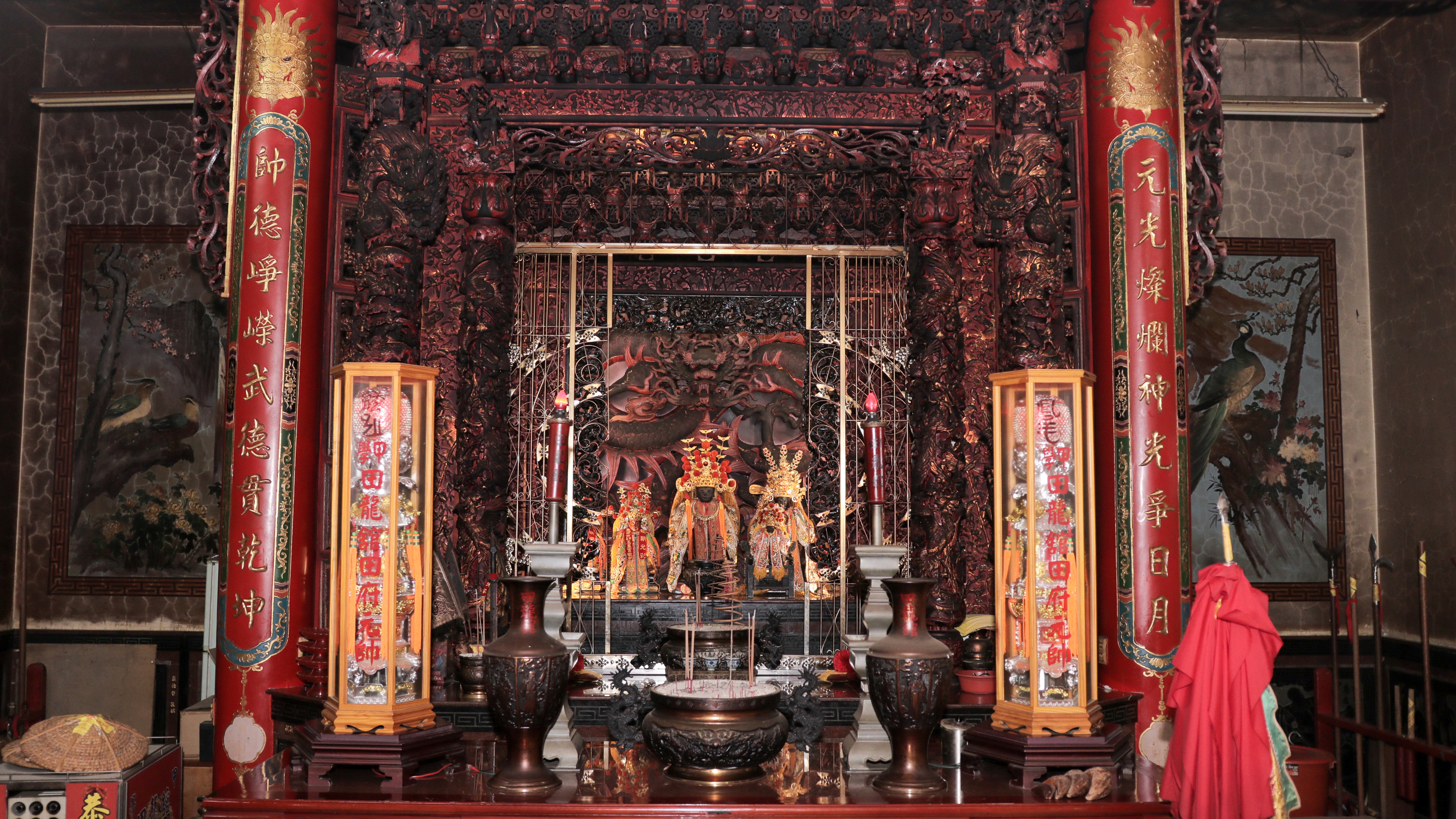
殿內主神龕
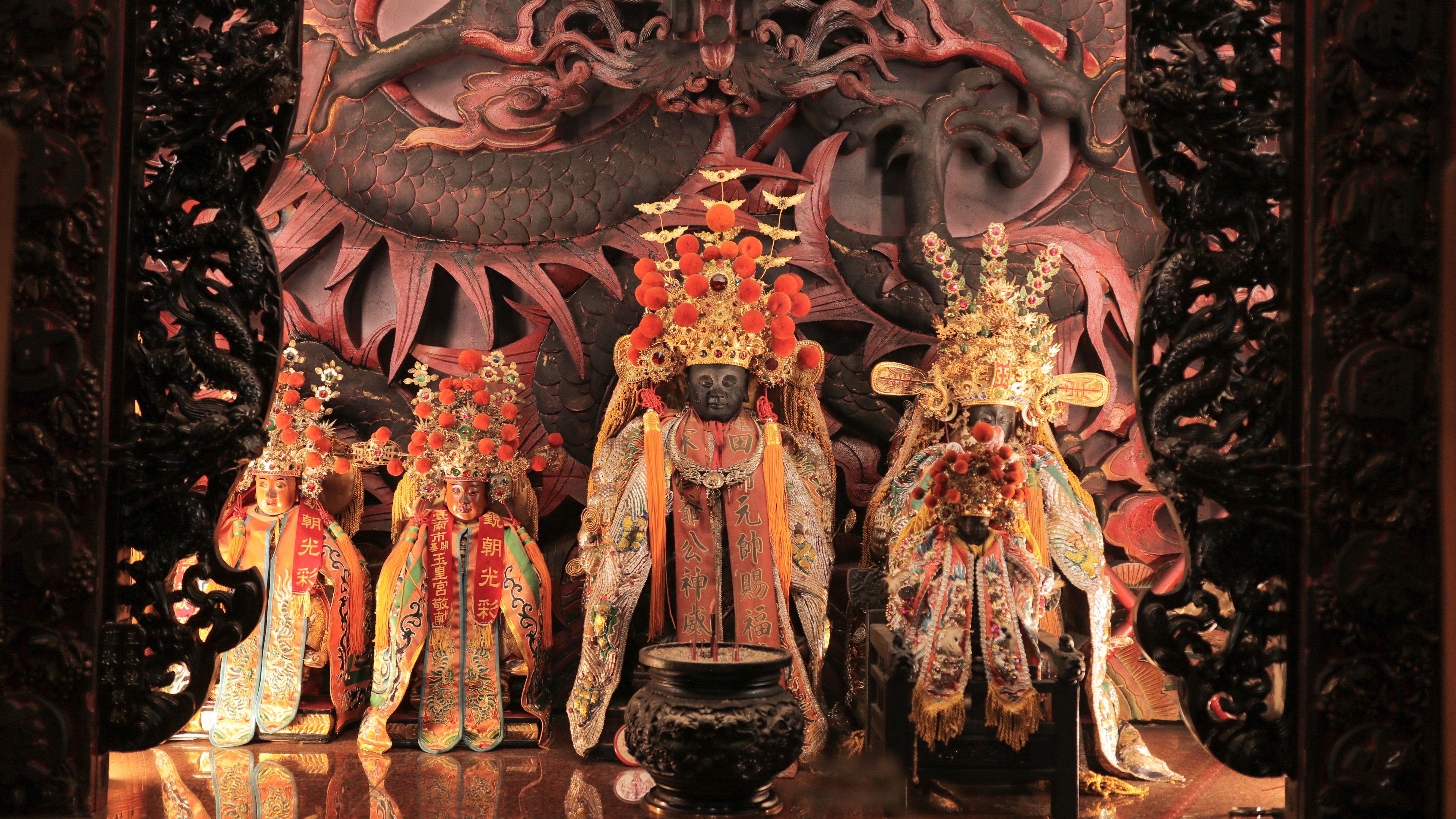
主祀神祇田府元帥
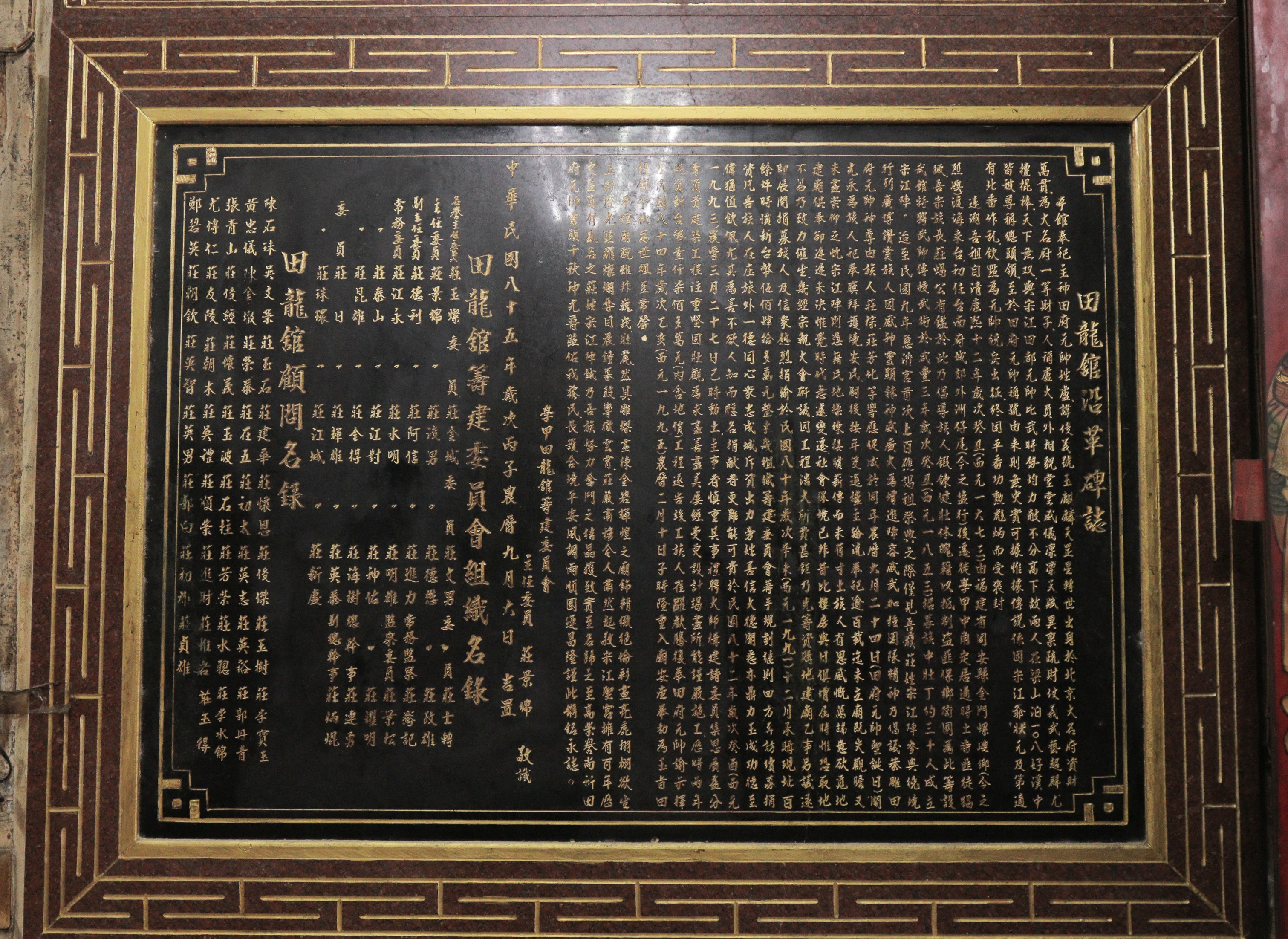
沿革紀念碑
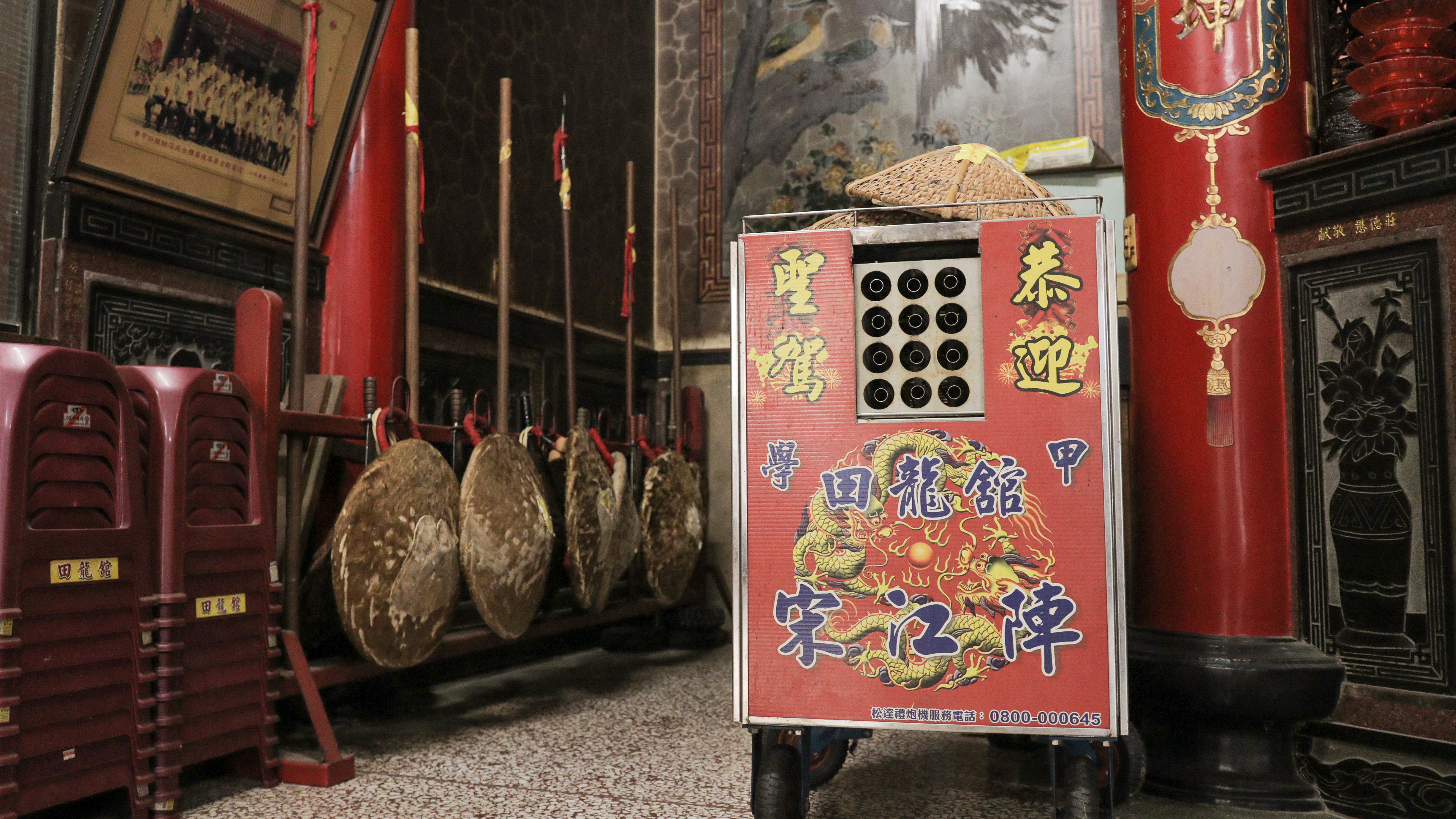
宋江陣使用的兵器與演出時的道具
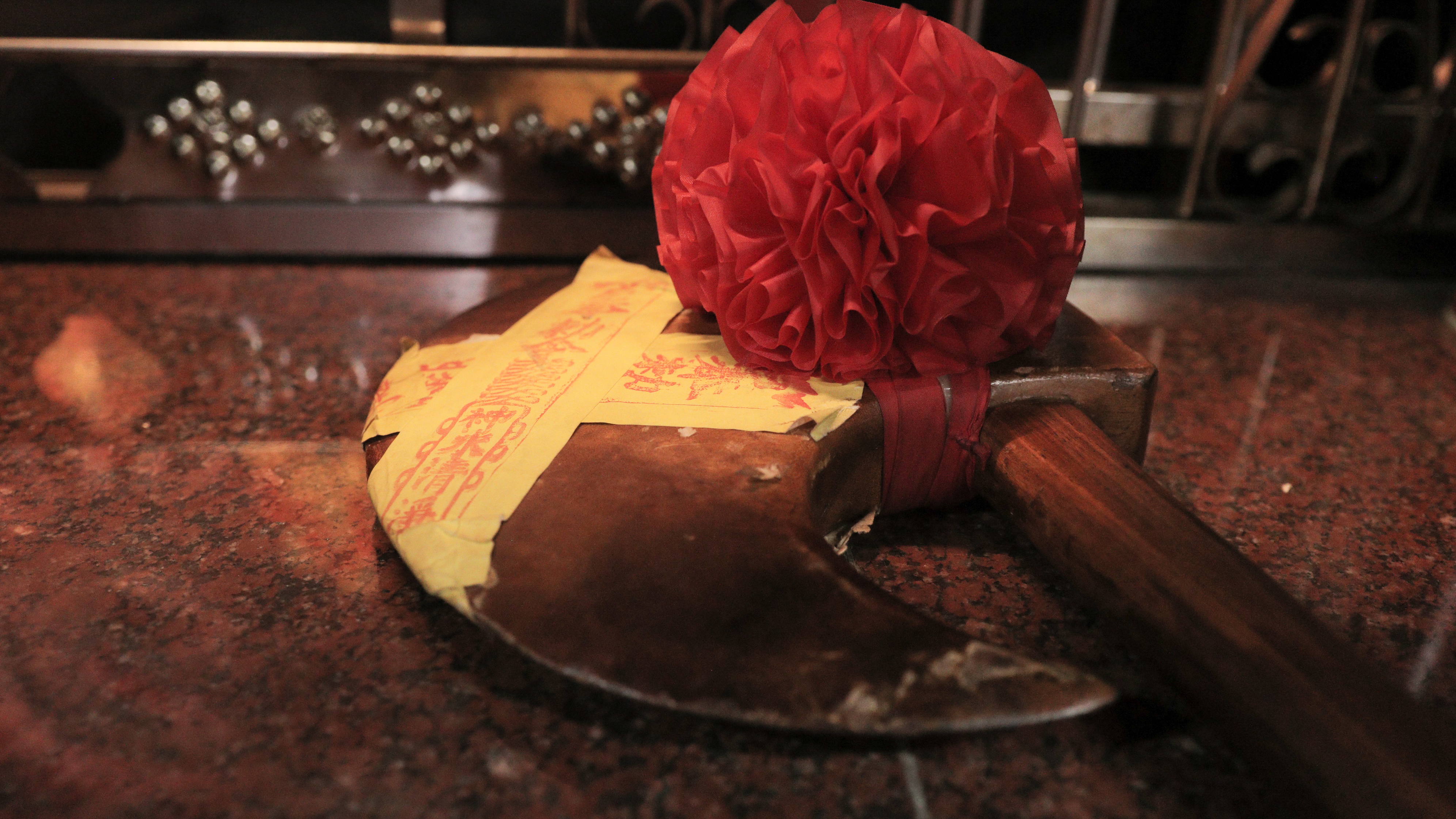
宋江陣領軍的兵器-雙斧